# Claude McKay
Festus Claudius "Claude" McKay, född 15 september 1889 i Clarendon, Jamaica, död 22 maj 1948 i Chicago, Illinois, var en amerikansk poet.
McKay föddes på Jamaica och kom i 20-årsåldern till USA, och visades sedan bland annat i Frankrike. McKay skrev bland annat  diktsamlingarna Songs of Jamaica (1912), Spring in New Hampshire (1920), Harlem shadows (1922) och de självbiografiskt hållna Home to Harlem (1928) och Banjo (1929). Med förkärlek hämtade han sina motiv från Harlem, New York.